# Polyrhachis plato
Polyrhachis plato é uma espécie de formiga do gênero Polyrhachis, pertencente à subfamília Formicinae.